# Andover (hrabstwo Allegany)
Andover – wieś w Stanach Zjednoczonych, w stanie Nowy Jork, w hrabstwie Allegany.